# Katacephala grandiceps
Katacephala grandiceps är en insektsart som beskrevs av Crawford 1914. Katacephala grandiceps ingår i släktet Katacephala och familjen rundbladloppor. Inga underarter finns listade i Catalogue of Life.